# Мигел Гутијерез (фудбалер, 2001)
Мигел Гутијерез Ортега (шп. Miguel Gutiérrez Ortega; Мадрид, 27. јул 2001) је шпански фудбалер који тренутно наступа за Ђирону. Игра на позицији левог бека.

## Успеси
Реал Мадрид
- Ла лига (1) : 2021/22.[5]

 Шпанија до 19
- Европско првенство до 19 година (1) :  2019.[6]

Појединачни
- Најбољи млади играч месеца у Ла лиги: април 2024.[7]
- Идеални тим Ла лиге: 2023/24.[8]